# 中国人民解放军东部战区海军
中国人民解放军东部战区海军（英文：Eastern Theater Command Navy），又稱為中国人民解放军海军东海舰队（英文：East Sea Fleet，缩写：ESF），是中国人民解放军东部战区的海军，是中国人民解放军海军的舰队之一。机关驻地位于浙江省宁波市東錢湖。

## 沿革
1949年4月23日，中国人民解放军华东军区海军在江苏泰州白马庙成立，此日即为中国人民解放军海军成立纪念日。张爱萍为华东海军司令员兼政治委员。陆军第30军（抽调6,252人）和第35军（抽调5,398人）来扩充华东海军领导机关和部队。1949年4月28日，在新接收的原中華民國海軍江阴要塞司令部礼堂召开大会，宣布了华东军区海军领导机关成立及司、政、後办公机构名单，部署了部队组建，接收投共人员、装备等各项工作。
1949年5月27日，上海解放，张爱萍率海军机关进驻原中華民國海軍部门比较集中的上海市。1949年8月10日，华东军区海军机关从上海迁至南京，办公地点设在原中華民國交通部办公大楼。

1950年4月23日，华东海军举行舰船命名和部队授旗大会。华东军区海军由海军总部、华东军区共同领导。有第四、五、六、七四个舰队，百余艘舰艇，人员共2万左右。
- 第四舰队1950年4月在上海组成，是海军舟山基地的前身，1950年10月28日进驻舟山，当时有战舰大队四舰、登陆舰大队四舰，炮艇舟大队等舰船38艘1,300余人，司令员高志荣，政治委员张克辛。
- 第五舰队前身1949年5月，苏北海防纵队1,403人改编为第一纵队。第一纵队接收国军海军第二舰队第一机动巡防艇队炮艇8艘、登陆艇11艘、江防炮艇1艘、巡防艇3艘，第2批接收国军海军第1巡防舰队和第5巡防艇队炮艇7艘，登陆艇5艘，巡洋艇1艘。两批共36艘，组成第1、2、3艇队。1950年1月第1纵队在武汉接收长江中上游接收投共的国军海军永安、郝穴、常德、英德、英山、民权、永平等7艘江防炮舰。1950年3月20日第一纵队改编为华东军区海军江防舰队，下辖9艘江防炮舰（从长江中游接收的7艘另加江犀、英豪），以及炮艇大队之登陆艇22艘。1950年3月29日华东军区海军决定将江防舰队整编为第5舰队，胡大荣任司令员，谢立全任政治委员。
- 第六舰队由第一舰大队改编，领导机关由30军领导机关和原第一舰大队机关合并组成，司令员兼政委饶子建（原30军军长，后任南京军区副司令），副政委刘中华，副司令方莹，傅继泽任参谋长，辖护卫舰、炮舰6艘：“广州”、“沈阳”、“长沙”、“西安”、“武昌”、“济南”、“嫩江”舰。1952年7月8日，第6舰队首次编队远航青岛。1953年起，第6舰队担负浙东海区作战任务。1953年6月24日，为支援60师一个营攻占积谷山岛，“临沂”、“遵义”两舰对守敌进行炮击。 1955年5月6日，舟山基地战舰大队“瑞金”、“兴国”舰及鱼雷艇一个中队配属第6舰队指挥。5月17日晨，“瑞金”舰被国军F47战斗机炸沉，国军飛机被击落、击伤各一架。
- 第七舰队由“南昌”、“延安”、“瑞金”、“盐城”、“邯郸”、“兴国”共6艘护卫舰和炮舰组成，在南京成立后驻上海吴淞张华滨，司令员饶守坤，政治委员张雄。

1955年10月1日，华东军区海军改称海军东海舰队，第6舰队改称护卫舰第6支队。
2016年初，在深化国防和军队改革中，以海军东海舰队机关为基础，调整组建为东部战区海军机关。尽管正式名称已改用东部战区海军，与东部战区陆军、东部战区空军并列，但在提到海上战役力量时仍可称“东海舰队”。改革后，东部战区海军设置海军陆战第三旅、第四旅，行政隶属东部战区海军，由海军参谋部直接指挥。

## 编制

### 职能部门
- 参谋部
- 政治工作部
- 保障部
- 装备部
- 纪律检查委员会

### 战区兵种机关
- 东部战区海军航空兵

### 基地、水警区
- 海军福建基地
  - 海军厦门水警区
  - 海军温州水警区
  - 海军汕头水警区
- 海军上海水警区
- 海军舟山水警区

### 直属部队
- 驱逐舰第三支队
- 驱逐舰第六支队
- 护卫舰第十三支队
- 护卫舰第十四支队
- 护卫舰第十五支队
- 护卫舰第十六支队
- 潜艇第二十二支队
- 潜艇第四十二支队
- 登陆舰第五支队
- 作战支援舰第二支队
- 海军陆战队第三旅
- 海军陆战队第四旅

### 直属单位
- 海军上海博览馆
- 东部战区海军训练基地
- 东部战区海军舰艇训练中心

## 历任领导

### 司令员
华东军区海军司令员
- 张爱萍（1949年4月23日—1951年2月15日）[3]
- 袁也烈（1951年2月15日—1952年11月）[4][5]
- 陶勇 海军中将（1952年11月8日—1955年10月）

海军东海舰队司令员
- 陶勇 海军中将（1955年10月1日—1967年1月21日逝世，1959年12月起为海军副司令员兼）[6]
- 饶守坤（1967年1月—？，副司令员代理）[7]
- 劉浩天（1969年2月19日—1975年8月）[6]
- 馬龍（1975年8月—1977年3月）
- 鄭国仲（1977年4月—1981年3月）
- 謝正浩（1982年1月—1985年7月）
- 聂奎聚 海军中将（1985年8月—1992年7月，南京军区副司令员兼）
- 曲振侔 海军中将（1993年1月—1993年12月，南京军区副司令员兼）
- 楊玉書 海军中将（1993年12月—1999年12月，南京军区副司令员兼）
- 趙国均 海军中将（1999年12月—2006年8月，南京军区副司令员兼）
- 徐洪猛 海军中将（2006年8月—2009年12月，南京军区副司令员兼）
- 杜景臣 海军少将（2009年12月—2010年12月，南京军区副司令员兼）
- 蘇支前 海军中将（2010年12月—2016年2月，南京军区副司令员兼）[8]

东部战区海军司令員
- 蘇支前 海军中将（2016年2月—2017年1月）[8]
- 魏钢 海军中将（2017年1月—2022年6月）[9]
- 王仲才海军中将（2022年6月—）

### 政治委员
華東軍區海军政治委員
- 张爱萍（1949年4月23日—1951年2月15日，司令员兼）[6]
- 赵启民（1951年2月15日—1952年11月）[4][6]
- 袁也烈 海军少将（1952年11月8日—1955年10月）[5][10][6]

海军東海艦隊政治委員
- 袁也烈 少将（1955年10月—1955年12月）
- 康志强 中将（1955年12月6日—1962年7月）[11][6]
- 段德彰 海军少将（1962年6月10日—1968年12月，第二政治委员）[6]
- 刘浩天 海军中将（1962年7月6日—1969年2月）[6]
- 戴润生（1970年12月—1978年8月）
- 方正平（1978年8月—1981年3月）
- 黄忠学（1982年1月—1983年8月）
- 張文華 海军中将（1985年8月—1990年4月）
- 连耀廷 海军中将（1990年4月—1994年11月）
- 岳海岩 海军中将（1994年11月—2000年12月）
- 劉衛東 海军中将（2000年12月—2005年12月，南京军区副政治委员兼）
- 徐建中 海军中将（2005年12月—2009年7月，南京军区副政治委员兼）
- 岑旭 海军中将（2009年7月—2011年12月，南京军区副政治委员兼）
- 丁海春 海军中将（2011年12月—2013年7月，南京军区副政治委员兼）
- 王华勇 海军中将（2013年—2016年，南京军区副政治委员兼）[12]

东部战区海军政治委員
- 王华勇  海军中将（2016年—2018年7月）[12]
- 刘青松 海军中将（2018年7月—2022年1月）[13]
- 梅文海军中将（2022年3月—）[14]

### 副司令员
华东军区海军副司令员
- 林遵（1949年9月15日—1951年1月，第一副司令员）[6][15]
- 袁也烈（1950年1月—1951年2月）[6]
- 高志荣（1952年—1955年10月）[6]

海军东海舰队副司令员
- 高志荣（1955年10月—1975年7月）[6]
- 彭德清（1955年10月—1964年11月）[6]
- 马龙少将（1957年9月—1975年8月）[6]
- 周仁杰 海军中将（1958年9月—1968年11月）[16][6]
- 饶守坤 海军中将（1958年11月—？）[17][6]
- 梅嘉生 海军少将（1964年2月—1975年8月）[6]
- 王学清 海军少将（1969年10月—1975年8月）[18]
- 林遵（1975年5月—1979年7月16日逝世）[19]
- 谢正浩少将（1975年8月—1982年1月，第一副司令员）
- 高希曾（1975年8月—1983年8月）[20]
- 张朝忠（1977年4月—1982年1月）[21]
- 韩增（1978年1月—1983年8月）[22]
- 沈振东（1981年2月—1983年8月）[23]
- 李文模（1981年6月—1983年8月）[24]
- 孔照年（1983年8月—1985年8月）
- 陈明山（1983年8月－1985年8月）[25][26]
- 王继英（1983年8月－1987年11月）
- 安立群 海军少将（1987年9月—1993年10月）[27]
- 刘际藩 海军少将（1992年10月—1997年10月）
- 李俊才 海军少将（1992年10月—1997年12月）
- 王永国 海军少将（1993年1月—1994年4月）
- 陈庆季 海军少将（1994年12月—1997年12月）
- 陈秉臣 海军少将（1994年12月—1996年8月）
- 顾文根 海军少将（1996年—2004年7月）[28]
- 徐聪生 海军少将（1997年12月—2000年12月）
- 赵国钧 海军少将（1997年12月—1999年12月）
- 吴胜利 海军少将（1999年－2002年1月）[29]
- 王世恩 海军少将（2000年12月—2002年10月）
- 王来友 海军少将（2002年1月—2003年12月）
- 李香华 海军少将（2002年9月—2008年12月）
- 胡先贵 海军少将（2002年12月—2004年12月）
- 李居林 海军少将（2003年12月—2009年1月）
- 黄江 海军少将（2004年12月—2008年）[30][31][32]
- 杜希平 海军少将（2005年12月—2009年6月）
- 王志国 海军少将（2008年12月－2010年）
- 孙来沈 海军少将（2009年1月—2016年）
- 张华臣 海军少将（2009年6月－2009年10月）
- 刘毅 海军少将（2010年－2011年6月）
- 邱延鹏 海军少将（2011年7月—2013年12月）[33]
- 顾祥兵 海军少将（2011年12月—2016年）[34][35]
- 严跃进 海军少将（2012年—2014年）[36][37]
- 沈浩 海军少将（2013年－2016年）[38]
- 董军 海军少将（2013年－2014年12月）[39][40]

东部战区海军副司令员
- 孙来沈 海军少将（2016年—）[41]
- 沈浩 海军少将（2016年—）
- 支天龙 海军少将（2016年—）[42]
- 柏耀平 海军少将（2019年4月—）
- 王红理 海军少将（2019年4月—）
- 魏文徽 海军少将[14]

### 副政治委员
华东军区海军副政治委员
- 赵启民（1949年9月—1951年2月）[4]
- 康志强（1951年2月—1955年10月）[11][6]

海军东海舰队副政治委员
- 康志强中将（1955年10月1日—1955年12月）
- 苏启胜 海军少将（1955年10月24日—1961年2月）[6]
- 周志先（1968年12月—1975年8月）
- 宋献璋（1969年10月—1983年8月）
- 李东野（1973年12月—1979年2月）
- 黄忠学（1975年8月—1982年1月，第一副政治委员）
- 康庄（1976年5月—1983年8月）
- 邓楚白（1982年1月—1983年8月）
- 冯达（1983年8月—1985年8月）
- 王俊杰（1983年8月—1985年8月）
- 韩增（1983年8月—1985年8月）
- 魏治国 海军少将（1985年8月—1990年6月）
- 魏伯良 海军少将（1990年6月—1995年7月）
- 赵英富 海军少将（1990年6月—1991年8月）
- 冷宽 海军少将（1991年8月—1993年6月）
- 黄璜 海军少将（1992年10月—1996年12月）
- 刘兆恩 海军少将（1995年12月—1999年12月）
- 倪步锦 海军少将（1995年12月—1998年12月）
- 周春山 海军少将（1995年12月—2003年12月）
- 邬华扬 海军少将（1998年10月—2001年7月）
- 李秀康 海军少将（1999年12月—2003年12月）
- 蒋洪运 海军少将（2002年1月—2005年12月）
- 任光礼 海军少将（2002年1月—2005年12月）
- 徐宏俊 海军少将（2003年12月—2005年3月）
- 程家荣 海军少将（2003年12月—2008年）
- 陆德康 海军少将（2005年10月—？）[43]
- 朱瑞云 海军少将（2005年12月—2009年）[44][45][46]
- 周晓林 海军少将（2008年—2013年12月）[47][48]
- 张远 海军少将（2009年—2010年）
- 顾礼康 海军少将（2010年—2014年）[49]
- 厉江潭 海军少将（2014年—2016年）[50]
- 陈显国 海军少将（2015年9月—2016年）[51]

039A型潜艇

东部战区海军副政治委员
- 曹竹兵 海军少将（2016年—）[52]

### 顾问
海军东海舰队顾问
- 高志荣（1975年7月—1983年8月）
- 戴润生（1975年8月—1983年8月）
- 王学清（1975年8月—1983年8月）
- 高希曾（1983年8月—1985年8月）[20]
- 李文模（1983年8月—1989年6月）

## 装备

### 舰艇列表
东海舰队现有各种舰艇100多艘，其中两栖攻击舰2艘，导弹驱逐舰16艘，导弹护卫舰44艘，潜艇19艘，船坞登陆舰3艘，登陆舰16艘，扫雷舰13艘，综合补给舰3艘，舰队油船1艘，远洋打捞救生船1艘，医院船1艘。

### 作战序列
- 驱逐舰第3支队，驻浙江舟山定海，辖九驱五护（即将十驱五护）。
  - 055型驱逐舰1艘：109东莞（预计2025年末）。
  - 052D型驱逐舰5艘：135达州（2024）、134绍兴（2022）、133包头（2021）、132苏州（2021）、131太原（2018）。
  - 956EM型驱逐舰2艘：139宁波（2006）、138泰州（2006）。
  - 956E型驱逐舰2艘：137福州（2001）、136杭州（2000）。
  - 054A型护卫舰5艘：533（原601）南通（2018）、531湘潭（2016）、532荆州（2016）、529舟山（2008）、530徐州（2008）。
- 驱逐舰第6支队，驻浙江舟山定海，辖九驱六护。
  - 052D型驱逐舰5艘：158宿州（2025）、157丽水（2022）[54]、156淄博（2020）、155南京（2018）、154厦门（2017）。
  - 052C型驱逐舰4艘：153西安（2015）、152济南（2014）、151郑州（2013）、150长春（2013）。
  - 054A型护卫舰6艘：599安阳（2018）、515滨州（2016）、578扬州（2015）、577黄冈（2015）、549常州（2011）、548益阳（2010）。
- 上海水警区
  - 护卫舰第13支队，驻江苏连云港连岛，一护。
    - 056A型护卫舰1艘：608聊城（2020）。

  - 护卫舰第14支队，驻上海吴淞，八护。
    - 054A型护卫舰1艘：516淮北（2023）。
    - 056A型护卫舰7艘：636济宁（2021）、637十堰（2021）、616泰安（2020）、611六安（2020）、610朔州（2019）、639株洲（2014）、638三门峡（2014）。
    - 053H3型护卫舰0艘：521嘉兴（1999）、524三明（1999）。（2艘已改隸試驗艦中心）

  - 扫雷舰第4大队，驻上海吴淞。
    - 081型扫雷舰2艘：810靖江（2007）、805张家港（2007）。
    - 082II型獵掃雷艦2艘：818昆山（2011）、804霍邱（2005）。
- 舟山水警区
  - 扫雷舰第9大队，驻舟山长涂。082II型扫雷艇
  - 导弹快艇大队
    - 22型导弹快艇
- 福建基地
  - 护卫舰第15支队 “海峡尖刀”，驻福建宁德三都澳，十四护。
    - 054A型护卫舰2艘：517衢州（2023）、537宜兴（2023）、534宝鸡（2023）。
    - 054型护卫舰2艘：526温州（2005）、525马鞍山（2005）。
    - 056A型护卫舰7艘：609石嘴山（2021）、619南阳（2021）、615孝感（2020）、642德阳（2018）、641义乌（2017）、640鄂州（2017）、643宜春（2017）。
    - 053H3型护卫舰2艘：567襄阳（2002）、566怀化（2002）。

  - 护卫舰第16支队，驻福建厦门，六护
    - 054A型护卫舰2艘：523红河（2022）、522资阳（2022）。
    - 056A型护卫舰4艘：618商丘（2021）、617景德鎮（2020）、645宣城（2017）、644铜仁（2016）。

  - 导弹快艇大队
    - 22型导弹快艇
- 潜艇第22支队，驻浙江宁波大榭岛，十艘潜艇。
  - 039A型潜艇4艘：330、331、332、333。
  - 039B型潜艇6艘：334、335、336、337、338、339。
- 潜艇第42支队，驻浙江宁波象山，六艘潜艇。
  - 基洛級636型潛舰2艘：366、367。
  - 基洛級636M型潛舰4艘：368、369、370、371。
- 登陆舰第5支队 上海基地虬江码头。
  - 075型两栖攻击舰2艘：33安徽（2022）、32广西（2021）。
  - 071型综合登陆舰3艘：986四明山（2020）、980龙虎山（2018）、988沂蒙山（2016）。
  - 072A/B型登陆舰7艘：914武夷山（2016）、915徂徕山（2016）、917五台山（2016）、916天目山（2016）、982太行山（2015）、981大别山（2015）、913八仙山（2003）。
  - 072III型登陆舰5艘：940天台山（2002）、910黄岗山（2001）、939普陀山（2000）、909九华山（2000）、908雁荡山（1997）。
  - 073A型登陆舰4艘：941嵊山（2004）、942鲁山（2004）、943蒙山（2004）、944玉山号	（2004）。
  - 072II型登陆舰4艘：930灵岩山（1995）、931洞庭山（1994）、932贺兰山（1994）、933六盘山（1993）。
- 作战支援舰第2支队，驻浙江舟山。
  - 903A型综合补给舰2艘：966高邮湖（2016）、890巢湖（2013）。
  - 903型综合补给舰1艘：886千岛湖（2005）。
  - 718工程综合补给船1艘：882鄱阳湖（1979）。
  - 防救船大队，驻宁波奉化。
    - 925型远洋打捞救生舰1艘：862崇明岛（1977）。
    - 大马力特种远洋拖船1艘：东拖830。
    - 东救、东修、东拖

  - 侦测船大队，驻舟山定海。
    - 815A型电子侦察艦2艘：858玉衡星（2018）、855天枢星（2015）。
    - 815型电子侦察艦1艘：851北极星（1999）。
    - 636A型海洋综合调查船2艘：海洋二十四号/874邓稼先（2016）、872竺可桢/海洋二十号（2007）。
    - 639A型双体测量船2艘：东测233（2016）、东测232（2014）。

  - 勤务船大队，驻浙江舟山。
    - 东油、东拖、东标。